# The Wrong Direction
The Wrong Direction is een nummer van de Britse singer-songwriter Passenger uit 2013. Het is de derde en laatste single van zijn vierde studioalbum All the Little Lights.
"The Wrong Direction" beschrijft de hoogte-, maar voornamelijk de dieptepunten die men doormaakt tijdens een zoektocht naar liefde. De tekst dubbelzinnig, vol toespelingen en zelfspot. Het nummer flopte in Passengers thuisland het Verenigd Koninkrijk, maar werd in Nederland wel een bescheiden hitje. Het haalde de 28e positie in de Nederlandse Top 40. In Vlaanderen haalde het de 41e positie in de Tipparade. Buiten het Nederlandse taalgebied wist het nummer geen hitlijsten te bereiken.

## NPO Radio 2 Top 2000
| Nummer met noteringen in de NPO Radio 2 Top 2000 | '14  | '15  |
| ------------------------------------------------ | ---- | ---- |
| The Wrong Direction                              | 1044 | 1527 |

1. ↑  Een vetgedrukt getal geeft de hoogste notering aan.
2. ↑  2014 was het eerste jaar met een notering voor dit nummer.
3. ↑  Deze tabel is bijgewerkt tot en met de laatste editie (2024).